# انسداد معوي
الانسداد المعوي، ويُعرف أيضًا باسم انسداد الأمعاء (بالإنجليزية: Bowel obstruction)‏، هو انسداد وظيفي أو ميكانيكي في الأمعاء يمنع الحركة الطبيعية لمنتجات الهضم. قد تُصاب الأمعاء الدقيقة أو الغليظة على حد سواء. تشمل العلامات والأعراض الألم البطني والإقياء والانتفاخ وعدم مرور الغازات. يعد الانسداد الميكانيكي مسؤولًا عن 5 إلى 15% من حالات الألم البطني الشديد ذي البدء المفاجئ والذي يتطلب الدخول إلى المشفى.
تشمل أسباب الانسداد المعوي الالتصاقات والفتوق والانفتال والانتباذ البطاني الرحمي وداء الأمعاء الالتهابي والتهاب الزائدة الدودية والأورام والتهاب الردب وإقفار الأمعاء والسل والانغلاف المعوي. تحدث انسدادات الأمعاء الدقيقة بصورة أكثر شيوعًا بسبب الالتصاقات والفتوق في حين تنتج انسدادات الأمعاء الغليظة عن الأورام والانفتال. قد يوضع التشخيص بناءً على التصوير بالأشعة السينية، ولكن يعتبر التصوير المقطعي المحوسب أكثر دقة. قد يساعد التصوير بالرنين المغناطيسي والموجات فوق الصوتية في التشخيص لدى الأطفال أو النساء الحوامل.
يمكن علاج الحالة بطريقة محافظة أو عبر الجراحة. تُعطى السوائل الوريدية عادةً، ويوضع أنبوب يمر من الأنف إلى المعدة لتخفيف الضغط عن الأمعاء وتُعطى مسكنات الألم للمريض. تقدم المضادات الحيوية للمريض أغلب الأحيان. يتطلب نحو 25% من حالات انسداد الأمعاء الدقيقة إجراء الجراحة. قد تشمل المضاعفات الإنتان وإقفار الأمعاء وانثقابها.
حدثت 3.2 مليون حالة انسداد معوي في عام 2015 وأدت إلى وقوع 264,000 حالة وفاة. يُصاب الجنسان بالتساوي وقد يظهر المرض في أي عمر. سُجل حدوث انسداد معوي عبر التاريخ في بردية إبيرس عام 1550 قبل الميلاد من قبل أبقراط.

## العلامات والأعراض
بناء على درجة الانسداد، قد يتظاهر الانسداد المعوي بألم بطني وتوذم البطن وتمدده والإمساك. قد يختلط الانسداد المعوي بالتجفاف واضطرابات الشوارد بسبب الإقياء والتثبيط التنفسي الناتج عن ضغط البطن المتمدد على الحجاب الحاجز، أو بسبب شفط مفرزات الإقياء، أو إقفار الأمعاء أو الانثقاب الناتج عن التمدد أو ضغط جسم غريب.
في انسداد الأمعاء الدقيقة، يميل الألم إلى أن يكون ماغصًا بطبيعته (تقلصات متقطعة)، مع تشنجات تستمر لعدة دقائق. يميل الألم إلى أن يكون مركزيًا ويتوضع في منتصف البطن. قد يحدث الإقياء قبل الإمساك.
في انسداد الأمعاء الغليظة، يشعر المريض بالألم في القسم السفلي من البطن وتدوم التشنجات لفترة أطول. يحدث الإمساك في زمن أبكر ويكون أقل بروزًا. قد يتظاهر الانسداد الداني في الأمعاء الغليظة بنفس أعراض انسداد الأمعاء الدقيقة.

## الأسباب

### انسداد الأمعاء الدقيقة
تشمل أسباب انسداد الأمعاء الدقيقة التالي:
- يجرى الالتصاقات الناتجة عن جراحات سابقة على البطن (السبب الأكثر شيوعًا).
- يجرى القطبة الشائكة.[13]
- يجرى الانسداد المعوي الزائف.
- يُجرىالأمعاء التي تحوي فتوق.
- يُجرىداء كرون الذي يسبب التصاقات أو تضيقات التهابية.
- يُجرىالأورام الحميدة والخبيثة.
- يجرى الانغلاف المعوي.
- يجرى الانفتال.
- يجرى متلازمة الشريان المساريقي العلوي، ويضغط فيها الشريان المساريقي العلوي والأبهر البطني على الإثني عشر.
- يجرى التضيقات الإقفارية.
- يجرى الأجسام الغريبة (مثل الحصاة الصفراوية في تغلف الأمعاء الصفراوي، والأشياء المبتلعة مثل الألعاب المائية القابلة للتمدد).
- يجرى الرتق المعوي.

بعد الجراحة البطنية، يقدر احتمال حدوث انسداد أمعاء دقيقة لأي سبب بنسبة 9%. لدى المرضى المصابين بانسداد واضح السبب، تعد الالتصاقات السبب الوحيد الأكثر شيوعًا (أكثر من نصف الحالات).

### انسداد الأمعاء الغليظة
تشمل أسباب انسداد الأمعاء الغليظة التالي:
- يجرى الأورام والسرطان.
- يجرى التهاب الردب والرُداب.
- يجرى الفتوق.
- يُجرىداء الأمعاء الالتهابي.
- يجرى الانفتال القولوني (السيني والأعور والمعترض).
- يجرى الالتصاقات.
- يجرى الإمساك.
- يجرى انحشار البراز.
- يجرى الورم البرازي.
- يجرى الرتق المعوي.
- يجرى الانسداد المعوي الزائف.
- يجرى الانتباذ البطاني الرحمي.
- يجرى انسداد محرض بالمخدرات (خاصة بالجرعات الكبيرة التي تُعطى لمرضى السرطان أو مرضى الرعاية التلطيفية).

#### انسداد المخرج
يعد انسداد المخرج نوعًا فرعيًا من انسداد الأمعاء الغليظة ويشير إلى الأمراض التي تؤثر على المنطقة الشرجية وتعيق التغوط، خاصة أمراض أرضية الحوض والمعصرة الشرجية. يمكن تقسيم انسداد المخرج في أربع مجموعات:
- انسداد المخرج الوظيفي.
  - التثبيط غير الكافي للمعصرة الشرجية الداخلية.
    - داء هيرشسبرونغ صغير القطعة.
    - داء شاغاز.
    - اعتلال عضلة المعصرة الداخلية الوراثي.

  - الإرخاء غير الكافي لعضلات أرضية الحوض المخططة.
    - عسر التآزر (خلل تآزر أرضية الحوض).
    - التصلب المتعدد.
    - آفات النخاع الشوكي.

  - انسداد المخرج الميكانيكي.
    - الانغلاف الداخلي.
    - القيلة المعوية.

  - تبدد القوة الموجهة.
    - فتق المستقيم.
    - هبوط العجان.
    - تدلي المستقيم.

  - تعطل حساسية المستقيم.
    - توسع المستقيم.
    - انخفاض حساسية المستقيم.

## التشخيص
تشمل أدوات التشخيص الرئيسية تحاليل الدم وتصوير البطن بالأشعة السينية والتصوير المقطعي المحوسب والموجات فوق الصوتية. عند العثور على كتلة، يمكن أن تحدد الخزعة طبيعتها.
تشمل العلامات الشعاعية لانسداد الأمعاء تمدد الأمعاء ووجود عدة سويات سائلة غازية (أكثر من ستة) على صور البطن الشعاعية بوضعيتي الوقوف والاستلقاء. قد تكون الموجات فوق الصوتية مفيدة في التشخيص بقدر التصوير المقطعي المحوسب.
يمكن استخدام الحقنة الشرجية الظليلة أو فحص الأمعاء الدقيقة أو التصوير المقطعي المحوسب لتحديد مستوى الانسداد وما إذا كان تامًا أم جزئيًا، وللمساعدة في تحديد سبب الانسداد. بناءً على مظهر المادة الظليلة القابلة للذوبان في الماء في الأعور في صورة البطن خلال 24 ساعة بعد تناول المادة عبر الفم، يمكن التنبؤ بوجود انسداد أمعاء دقيقة ناجم عن التصاق بحساسية تصل إلى 97% ونوعية تصل إلى 96%.
تشمل الخيارات التشخيصية الأخرى تنظير القولون وفحص الأمعاء الدقيقة بالكاميرا المبتلعة أو التنظير الداخلي بالدفع وتنظير البطن.

### التشخيص التفريقي
يشمل التشخيص التفريقي لانسداد الأمعاء التالي:
- التغلف المعوي.
- الانسداد المعوي الزائف أو متلازمة أوغيلفي.
- الإنتان داخل البطن.
- ذات الرئة أو الأمراض الجهازية الأخرى.[19]

## العلاج
قد تشفى بعض أسباب الانسداد المعوي عفويًا، ويتطلب بعضها الآخر علاجًا جراحيًا. يعد التدخل الجراحي وعلاج الآفة المسببة لدى البالغين أمرًا ضروريًا في كثير من الأحيان. في انسدادات الأمعاء الغليظة الخبيثة، قد تُستخدم دعامة معدنية متوسعة ذاتيًا توضع عبر التنظير لتخفيف الانسداد مؤقتًا قبل الخضوع للجراحة أو بمثابة علاج تلطيفي. يُشخص نوع الانسداد المعوي عادةً عبر التصوير الشعاعي البسيط للبطن أو دراسات التباين اللمعي أو التصوير المقطعي المحوسب أو التصوير بالموجات فوق الصوتية قبل تحديد النوع الأفضل من العلاج.
لابد من إجراء مزيد من البحث لمعرفة ما إذا كانت التغذية الوريدية مفيدة لدى الأشخاص المصابين بانسداد أمعاء غير قابل للجراحة ناجم عن السرطان المتقدم.

### انسداد الأمعاء الدقيقة
في تدبير انسداد الأمعاء الدقيقة، يتواجد قول جراحي شائع وهو: «لا تدع الشمس تشرق أو تغرب على انسداد الأمعاء الدقيقة» لأن حوالي 5.5% من حالات انسداد الأمعاء الدقيقة تودي بالحياة في النهاية إذا تأخر العلاج. تسمح تطورات التصوير الشعاعي لانسدادات الأمعاء الدقيقة بالتمييز الواضح بين الانسدادات البسيطة، التي يمكن علاجها علاجًا محافظًا، والانسدادات التي تمثل حالات طوارئ جراحية (مثل الانفتال والانسداد مغلق الحلقة وإقفار الأمعاء والفتق المختنق وما إلى ذلك).
قد يُدخل أنبوب مرن صغير (أنبوب أنفي معدي) عبر الأنف إلى المعدة للمساعدة في تخفيف الضغط عن الأمعاء المتوسعة. يعد الأنبوب غير مريح ولكنه يخفف من تقلصات البطن والانتفاخ والإقياء. يُستخدم العلاج عبر الوريد ويُراقب الصادر البولي عبر وضع قثطرة في المثانة.
يُعالج معظم المصابين بانسداد الأمعاء الدقيقة في البداية علاجًا محافظًا إذ تنفتح الأمعاء عفويًا في كثير من الحالات. ترتخي بعض الالتصاقات ويزول الانسداد. يُفحص المريض عدة مرات في اليوم، ويُجرى التصوير بالأشعة السينية للتأكد من أن وضع المريض أو المريضة لا يتفاقم سريريًا.
يتضمن العلاج المحافظ إدخال أنبوب أنفي معدي، وتصحيح التجفاف واضطرابات الشوارد. قد تُستخدم مسكنات الألم الأفيونية لدى المرضى الذين يعانون من آلام شديدة. يمكن إعطاء مضادات الإقياء عند حدوث إقياءات لدى المريض. تزول انسدادات الالتصاق دون جراحة أغلب الأحيان. إذا كان الانسداد تامًا، يُستطب إجراء الجراحة عادةً.
يتحسن معظم المرضى عند تلقي الرعاية المحافظة خلال 2-5 أيام. حين ينتج الانسداد عن السرطان، تعد الجراحة العلاج الوحيد. يبقى المرضى الذين خضعوا لعملية اقتطاع الأمعاء أو فك الالتصاقات لعدة أيام أخرى في المشفى عادةً حتى يستردوا قدرتهم على تناول الطعام والمشي.
تُعالج انسدادات الأمعاء الدقيقة الناتجة عن داء كرون والسرطان البريتواني المنتشر والتهاب البريتوان المصلب والاعتلال المعوي الشعاعي وانسداد الأمعاء عقب الولادة علاجًا محافظًا في العادة أي أنها لا تتطلب إجراء جراحة.

## معرض صور

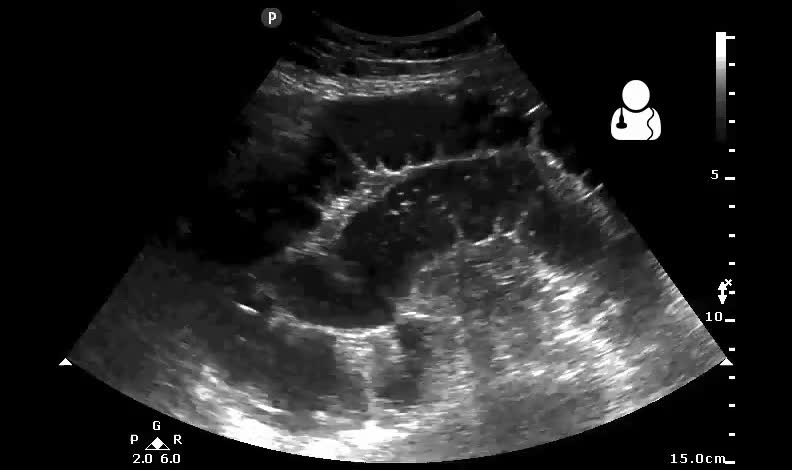